# Gliese 1
Gliese 1 är en ensam stjärna i södra delen av stjärnbilden Bildhuggaren. Den har en skenbar magnitud av +8,57 och kräver ett teleskop för att kunna observeras. Baserat på parallax enligt Gaia Data Releaase 2 på ca 230 mas beräknas den befinna sig på ett avstånd av ca 14,2 ljusår (ca 4,3 parsec) från solen. Den rör sig bort från solen med en heliocentrisk hastighet av ca 24 km/s.

## Historik
Stjärnans stora egenrörelse dokumenterades först av Benjamin Gould 1885. Vid den tiden identifierades stjärnan som Cordoba Z.C. 23h 1584. Eftersom den låg mycket nära ursprunget till de astronomiska högra uppstigningskoordinaterna under 1950-epoken blev den den första stjärnan i både Gliese Catalogue of Nearby Stars och Luyten Half-Second star catalogues.

## Egenskaper
Gliese 1 är en röd till orange stjärna i huvudserien av spektralklass M2 V, men upp till M4.0 V enligt olika källor. Den har en massa av ca 0,33 solmassa, en radie av ca 0,33 solradie och avger från dess fotosfär energi som är ca 0,015 gånger solen vid en effektiv temperatur av ca 3 500 K.
Stjärnan misstänks vara en variabel stjärna av typen BY Draconis-variabel med den provisoriska variabelbeteckningen NSV 15017. Den misstänks också vara en flarestjärna, som likt andra stjärnor av denna typ också avger röntgenstrålning. Temperaturerna i lagren i stjärnans atmosfär har mätts.
Gliese 1 har undersökts för en följeslagare i omloppsbana med hjälp av speckle interferometri i den nära infraröda delen av spektrumet. Ingen följeslagare hittades dock till en magnitudgräns på 10,5 vid 1 AE från primärstjärnan, ut till en magnitudgräns på 12,5 vid 10 AE. Mätningar av radiell hastighet har inte heller avslöjat närvaron av en följeslagare som kretsar kring denna stjärna. Sökningen utesluter en exoplanet med några jordmassor som kretsar i den beboeliga zonen, eller en planet med Jupitermassa som kretsar vid en radie av 1 AE eller mindre. Den radiella hastigheten uppvisar liten eller ingen variabilitet, med en mätprecision på mindre än 20 m/s.